# DAF (Інкотермс)
DAF (англ. Delivered At Frontier) (… named place), або Постачання до кордону (… назва місця постачання) — термін Інкотермс, що був відмінений з 1 січня 2011.
Означає, що продавець виконав постачання, коли він надав нерозвантажений товар, що пройшов митне очищення для експорту, але ще не для імпорту на прибулому транспортному засобі в розпорядження покупця в названому пункті чи місці на кордоні до надходження товару на митний кордон суміжної країни. Під терміном кордон розуміється будь-яка межа, включаючи кордон країни експорту. Однак, якщо сторони бажають, щоб продавець узяв на себе обов'язки щодо розвантаження товару з прибулого транспортного засобу і ніс усі ризики і витрати за таке розвантаження, то це повинно бути чітко обговорене у відповідному доповненні до договору закупівлі-продажу. Цей термін може застосовуватися під час перевезення товару будь-яким видом транспорту, коли товар постачається до сухопутного кордону.